# Spegelmästarna
Spegelmästarna är en bok i fantasy-genren skriven av Stephen R. Donaldson.

Kampen om Mordant – Andra boken, gavs ut 1995 av Bokförlaget Natur och Kultur (Legenda). 

Översättning av Karin Malmsjö-Lindelöf (kapitel 1-7) och Olle Sahlin (kapitel 8-13). Amerikanska originalets titel är Mordant’s Need (Book 1)  - The Mirror of Her Dreams – Book II. New York 1986. 

ISBN 91-27-05913-8

## Handling
Terisa Morgan, sekreterare vid stadsmissionen i New York, blev mer eller mindre kidnappad och förd till landet Mordant. Visserligen blir hon ”bara” övertalad att följa med, men på ett mycket övertygande sätt, av den unge adepten ’’Geraden’’. Hon har nu befunnit sig en längre tid i Mordant och börjat förstå hur saker och ting fungerar här. Inte för att hon är mer säker nu på vem hon kan lita på och vilka som är de verkliga förrädarna, utan vinden vänder ständigt. Med ökad insikt kommer också farligare fiender.
Kriget är närmare nu än någonsin, det är bara frågan om vem som ska anfalla Orison, kung Joyse fästning och stad, först. Cadwals jättelika arméer är i rörelse, men Alend är närmare. Mystiska svartklädda krigare dyker upp från ingenstans med enbart illgärningar i tankarna. Överföringar i olika skepnader från Utanför dyker upp allt oftare i Mordant, inte ens Orison är befriat från dessa vanhelgelser. Terisa är också en överföring från Utanför, men inte tillhör hon denna onda skara? Fler och fler blir hemligheterna måste Terisa hålla för sig själv och noga välja, bland det hon lär känna, vem ska få veta vad. Geraden kanske hon kan lita på, åtminstone vill hon det.